# Xizangia linzhiensis
Xizangia linzhiensis är en spindelart som först beskrevs av Hu 200.  Xizangia linzhiensis ingår i släktet Xizangia och familjen plattbuksspindlar. Inga underarter finns listade i Catalogue of Life.
Arten har fått sitt namn efter det kinesiska namnet på den tibetanska orten Nyingtri, Linzhi.